# Ranzevelle
Ranzevelle ist eine französische Gemeinde im Département Haute-Saône in der Region Bourgogne-Franche-Comté.

## Geographie
Ranzevelle liegt auf einer Höhe von 237 m über dem Meeresspiegel, elf Kilometer nordöstlich von Jussey und etwa 34 Kilometer nordnordwestlich der Stadt Vesoul (Luftlinie). Das Dorf erstreckt sich im nordwestlichen Teil des Departements, auf einer Geländeterrasse, die von der Saône umflossen wird, östlich der Hügel des Bois Saint-Julien.
Die Fläche des 2,38 km² großen Gemeindegebiets umfasst einen Abschnitt im Bereich des oberen Saônetals. Die nördliche, östliche und südliche Grenze verläuft entlang der Saône, die hier in einem großen Bogen um die Geländeterrasse von Ranzevelle fließt. Ihre Alluvialniederung weist eine Breite bis zu 1,5 Kilometer auf und liegt durchschnittlich auf 220 m. Der Fluss ist kanalisiert und zur Wasserstraße ausgebaut, nordöstlich des Ortes münden der Côney und mit ihm der Canal de l’Est in das Saônetal. Das Gelände wird überwiegend landwirtschaftlich genutzt. Die Terrasse von Ranzevelle, auf der mit 257 m die höchste Erhebung des Ortes erreicht wird, besteht aus einer Wechsellagerung von sandig-mergeligen und kalkigen Sedimenten, die zur Hauptsache während der Lias (Unterjura) abgelagert wurden.
Nachbargemeinden von Ranzevelle sind Corre im Norden, Ormoy im Süden sowie Aisey-et-Richecourt im Südwesten.

## Geschichte
Im Mittelalter gehörte Ranzevelle zur Freigrafschaft Burgund und darin zum Gebiet des Bailliage d’Amont. Die lokale Herrschaft hatten die Herren von Jonvelle inne. Thiébaud von Jonvelle überließ dem Kloster Clairefontaine im Jahr 1257 ein Viertel des Zehnten von Ranzevelle. 1474 wurde der Ort von Truppen unter Tremoille gebrandschatzt. Zusammen mit der Franche-Comté gelangte Ranzevelle mit dem Frieden von Nimwegen 1678 definitiv an Frankreich.

## Bevölkerung
| Jahr                       | 1962 | 1968 | 1975 | 1982 | 1990 | 1999 | 2006 | 2018 |
| Einwohner                  | 28   | 30   | 25   | 25   | 21   | 14   | 11   | 16   |
| Quellen: Cassini und INSEE |      |      |      |      |      |      |      |      |

Mit 16 Einwohnern (1. Januar 2022) ist Ranzevelle die kleinste Gemeinde des Départements Haute-Saône. Während des gesamten 20. Jahrhunderts nahm die Einwohnerzahl deutlich ab (1901 wurden noch 53 Personen gezählt).

## Sehenswürdigkeiten
Das Schloss von Ranzevelle wurde im 18. Jahrhundert erbaut und besitzt eine Schlosskapelle. Einige Häuser aus dem 16. und 17. Jahrhundert im traditionellen Stil der Haute-Saône sind erhalten. Der Calvaire wurde 1694 errichtet.

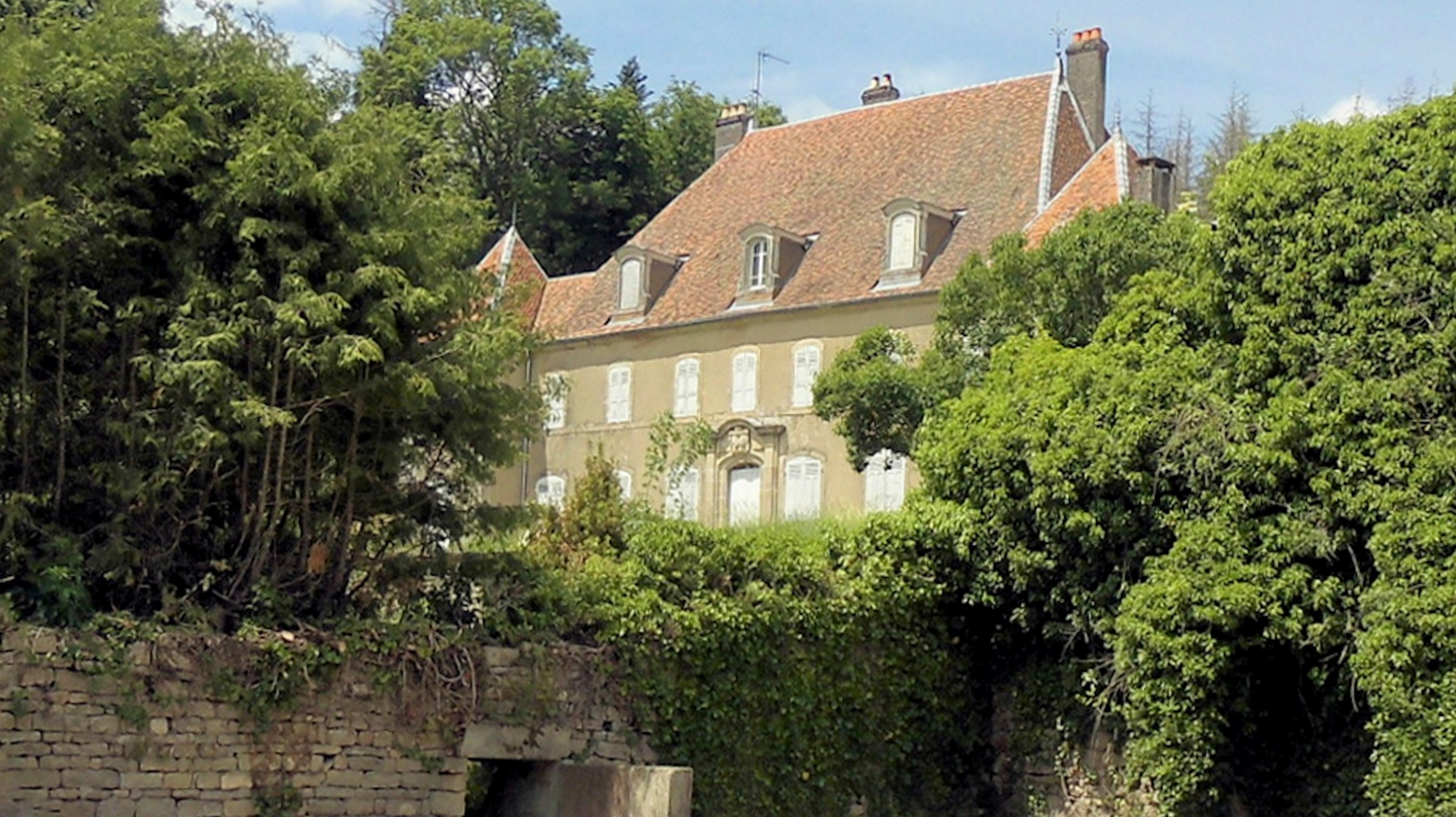
Blick auf das Schloss Ranzevelle
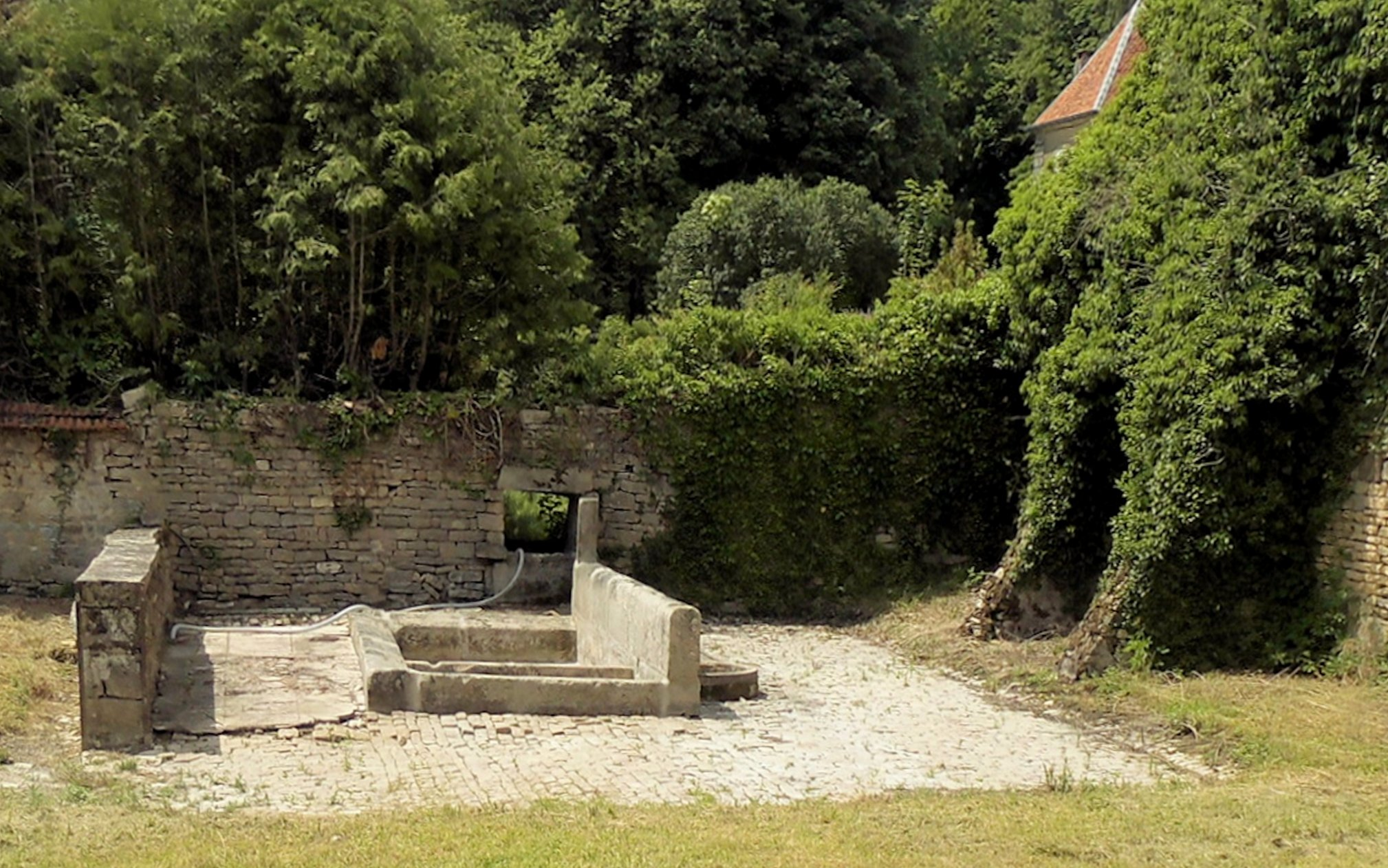
Ehemaliges Waschhaus

## Wirtschaft und Infrastruktur
Ranzevelle ist noch heute ein vorwiegend durch die Landwirtschaft (Ackerbau, Weinbau und Viehzucht) geprägtes Dorf. Außerhalb des primären Sektors gibt es nur wenige Arbeitsplätze im Ort.
Die Ortschaft liegt abseits der größeren Durchgangsachsen nahe einer Departementsstraße, die von Jussey nach Corre führt.